# Scars & Stories
Scars & Stories é o terceiro álbum de estúdio da banda norte-americana de rock The Fray e foi lançado em 7 de fevereiro de 2012 nos Estados Unidos.

## Faixas
Todas as letras escritas por Slade, King. 
| CD  |                     |         |  |
| N.º | Título              | Duração |  |
| 1.  | "Heartbeat"         | 3:41    |  |
| 2.  | "The Fighter"       | 4:20    |  |
| 3.  | "Turn Me On"        | 3:03    |  |
| 4.  | "Run for Your Life" | 3:59    |  |
| 5.  | "The Wind"          | 4:15    |  |
| 6.  | "1961"              | 3:54    |  |
| 7.  | "I Can Barely Say"  | 4:20    |  |
| 8.  | "Munich"            | 3:57    |  |
| 9.  | "Here We Are"       | 3:32    |  |
| 10. | "48 to Go"          | 3:23    |  |
| 11. | "Rainy Zurich"      | 3:48    |  |
| 12. | "Be Still"          | 2:49    |  |

## Paradas musicais
| Chart (2009)                   | Melhor posição |
| ------------------------------ | -------------- |
| Austrália (ARIA Charts)        | 18             |
| Nova Zelândia (RIANZ)          | 39             |
| Estados Unidos (Billboard 200) | 4              |